# Diocèse d'Annecy
Le diocèse d'Annecy est une circonscription de l'Église catholique romaine en France.
Après le départ de Genève en 1533 de Pierre de La Baume, le premier évêque de Genève qui s'établit à Annecy fut Ange Justiniani en 1568. Genève était passée à la Réforme (Jean Calvin) en 1536. Toutefois, le chapitre des chanoines cathédraux s'installe progressivement à Annecy dès 1535-36. En 1539 au plus tard, le chapitre de la cathédrale est replié à Annecy, à l'exception donc de son évêque. Le diocèse dans sa forme actuelle date de la bulle du pape Pie VII, le 15 février 1822.

## Territoire
Le territoire du diocèse d'Annecy correspond actuellement au département de la Haute-Savoie (provinces du Genevois, du Faucigny et du Chablais) et s'étend aussi sur une partie du département de la Savoie (Ugine et Val d'Arly) ainsi que sur une commune du Valais, Saint-Gingolph. En revanche, il ne comprend pas les paroisses de l'ancien canton de Rumilly, qui dépendent de l'archidiocèse de Chambéry. Le diocèse compte 320 communautés locales réparties en 38 paroisses, depuis 2004, divisées en secteurs de 9 doyennés pour 290 communes. Il jouxte le diocèse de Belley-Ars à l'ouest, le diocèse de Lausanne, Genève et Fribourg au nord, le diocèse de Sion et les territoires de l'abbaye territoriale de Saint-Maurice d'Agaune à l'est et l'archidiocèse de Chambéry, Maurienne et Tarentaise au sud.
En 1793, le diocèse compte environ 300 paroisses. Lors de la recréation du diocèse d'Annecy en 1822, celui-ci compte 277 Paroisses. Cependant, les paroisses de l'Albanais autour de Rumilly (Bloye, Chainaz-les-Frasses, Cusy, Héry-sur-Alby, Lornay, Marigny-Saint-Marcel, Massingy, Moye, Saint-Félix) sont maintenues au diocèse de Chambéry, tandis que les paroisses de Thénésol et d’Allondaz sont données au diocèse de Tarentaise. Le nombre de paroisses ne varie pas après la réforme de 1825,.
Au début du XXe siècle, les limites du diocèse d’Annecy correspondent à celle du département, moins les paroisses données en 1822.

## Histoire
Au XVIe siècle, face aux prétentions de la maison de Savoie sur la ville, la population genevoise (Genève) tend à chercher une véritable émancipation. Par ailleurs, le courant réformiste gagne l'Europe. La cité, de plus en plus secouée, passe à la Réforme. En 1526, le chapitre de la cathédrale quitte la cité pour se réfugier à Annecy. En 1533, l'évêque de Genève, Pierre de La Baume, avait été chassé de la cité épiscopale pour rejoindre ses terres franc-comtoises. Les évêques n'y reviendront plus.
Nommé en 1568, l'évêque Ange Justiniani transfère définitivement le siège épiscopal à Annecy, déjà siège du comté de Genève et en terre savoyarde, d'où ses successeurs tentent de créer un glacis face à la cité calviniste et de reconquérir les territoires perdus. Ils portent ainsi le titre d’évêque de Genève in partibus. Toutefois, cette installation ne signifie pas qu'il renonce au titre de Genève.
Granier, évêque de Genève-Annecy, envoie en mission François de Sales parcourir le Chablais, passé un temps sous le contrôle des Bernois calvinistes, en 1594. Ce travail lui prend 4 ans, alors que le territoire connaît des troubles (guerre entre Berne et la Savoie), recevant le soutien du duc de Savoie, Charles-Emmanuel Ier. En 1598, à la suite du traité de paix, François de Sales voit ses efforts récompensés par le triomphe des « Quarante heures de Thonon » (Thonon-les-Bains) durant lequel plus de « 3 000 calvinistes chablaisiens abjurent leur foi en faveur du catholicisme », entraînant une vague d'abjuration sur le reste du territoire. Il succède à son oncle à la tête de l'évêché de Genève, dorénavant annécien, en 1602.
François de Sales et Jeanne de Chantal fondent, en 1610, l’ordre de la Visitation-Sainte-Marie à Annecy. François de Sales est également le saint patron du diocèse.
Durant la Révolution, les troupes françaises envahissent la Savoie (1793) et mettent en place le département du Mont-Blanc. Le 8 février 1793, les réformes religieuses françaises suppriment les diocèses historiques. L’évêque fuit à Turin, capitale des États de Savoie. Chambéry reste la capitale administrative de cette nouvelle organisation et par compensation Annecy devient le siège épiscopal. L’abbé Panisset devient le nouvel évêque constitutionnel le 6 mars 1793. Les prêtres constitutionnels ont quelque mal à établir le changement auprès d’une population fortement marquées par le catholicisme. De nombreux prêtres officient de façon clandestine dans les montagnes, alors que les prêtres jureurs sont plus acceptés en plaine et dans l'avant pays. Début janvier 1794, le député Antoine Louis Albitte est envoyé dans le nouveau département afin d'appliquer la nouvelle politique religieuse qui mène à l'abjuration forcée des prêtres ou la destruction des clochers dans ces parties montagneuses.
De 1801 à 1822, toujours sous domination française, on fonde le diocèse de Chambéry et de Genève, suffragant de l’archevêché de Lyon et recouvrant l’ensemble de l'ancien duché de Savoie. De retour dans le royaume de Sardaigne, en 1815, Pie VII, en 1822, détache le diocèse de Genève de l’archevêché de Chambéry fraîchement créé. Les paroisses du canton de Genève rejoignent le diocèse helvétique de Lausanne, Genève et Fribourg. En 1821, « à la demande du gouvernement genevois, le pape retire à l'archevêque de Chambéry le titre d'évêque de Genève et le transfère à l'évêque de Lausanne. »
Le 15 février 1822, la bulle Sollicita catholici gregis fait aboutir les tractations qui rétablissent le siège épiscopal à Annecy, sous le nom de diocèse d'Annecy. Claude-François de Thiollaz reçut sa nomination par bulle datée du 27 février 1822. Il fut le premier prélat à porter le titre d'évêque d'Annecy.
Lors de la période de l'annexion, la mort de Louis Rendu en août 1859 favorise les partisans pro-annexionnistes (pour l'union de la Savoie à la France impériale). Le travail des pro-français et soutenu par le clergé. Pour l'historien Paul Guichonnet, cette annexion est « l’œuvre avant tout du clergé ». Le docteur Truchet d'Annecy commentait ainsi cette période « Si les six cents curés savoyards eussent fait opposition à l'annexion, la presque unanimité eût été en sens inverse, soyez-en bien sûrs ». Il faut souligner qu'à cette période, le gouvernement sarde de Cavour menait une politique laïque en parallèle de l'unification de la péninsule italienne, qui passait par une politique hostile envers la souveraineté du pape sur ses États.
En 1861, Claude-Marie Magnin est le nouvel évêque d'Annecy dans la France impérial. Lui succède en 1879, Louis-Ernest-Romain Isoard, alors auditeur de Rote à Rome, premier évêque non-originaire de Savoie.

## Les évêques d'Annecy
Annecy devient un siège épiscopal à partir de 1822, son premier évêque est Claude-François de Thiollaz, originaire de la région.
Toutefois, Annecy devient le siège du diocèse de Genève, passée à la Réforme, depuis le milieu du XVIe siècle. Les évêques de Genève résidant à Annecy qui se succèdent sont, en application de l'Indult dans le duché de Savoie depuis l'année 1451, obligatoirement des sujets piémontais,. Le principe est confirmé par le concordat de 1721 et reste en place jusqu'à l'annexion du duché, à partir de 1792, par les troupes révolutionnaires françaises.

## Possessions  des évêques d'Annecy
Liste non exhaustive.
| Possessions           | Commune actuelle | Dpt | Date début | Date fin | Commentaires                        |
| Château de Beauregard | Saint-Jeoire     | 74  | 2004       |          | confié à la fraternité Eucharistein |
| maison                | Vétraz-Monthoux  | 74  | 1893       | 1973     |                                     |

## Ordres
Listes des différents ordres et congrégations dans le diocèse :
- Bénédictins
- Capucins
- Carmélites
- Filles de la Charité
- Filles de la retraite
- Fraternité Notre-Dame de l'Espérance
- Fraternité Notre-Dame de la Résurrection
- Frères de la Sainte Famille
- Frères des Écoles chrétiennes
- Frères Maristes
- Missionnaires de Saint François de Sales (fondé en 1838, par le Père Pierre-Marie Mermier)
- Moniales de Bethléem et de l’Assomption de la Vierge et de Saint-Bruno
- Oblats de Saint-François de Sales (fondé en 1874)
- Ordre des Vierges consacrées
- Pères du Saint-Esprit
- Petites Sœurs de Jésus du père de Foucauld
- Prieuré Saint-François-de-Sales - Notre-Dame-d’Espérance - Communauté de Bénédictins de santé fragile
- Rédemptoristes
- Salésiens de Don Bosco (fondé en 1862)
- Servantes de l'Agneau de Dieu
- Servantes du Sacré-Cœur de Jésus
- Sœurs Augustines de Paris
- Sœurs de l'Alliance
- Sœurs de l'Assomption
- Sœurs de la Charité
- Sœurs de la Croix de Chavanod (congrégation fondée en 1839)
- Sœurs de la Providence de Peltre
- Sœurs de la retraite chrétienne
- Sœurs de l'Immaculée Conception d'Annecy
- Sœurs de Saint-Joseph
- Sœurs Salésiennes de Don Bosco
- Spiritains
- Visitandines